# Diócesis de Kottapuram
La diócesis de Kottapuram (en latín: Dioecesis Kottapuramensis y en inglés: Roman Catholic Diocese of Kottapuram) es una circunscripción eclesiástica de la Iglesia católica en India. Se trata de una diócesis latina, sufragánea de la arquidiócesis de Verapoly. Desde el 1 de mayo de 2023 es sede vacante y su administrador apostólico es el obispo Alex Joseph Vadakumthala.

## Territorio y organización
La diócesis tiene 3300 km² y extiende su jurisdicción sobre los fieles católicos de rito latino residentes en el estado de Kerala en parte de los distritos de: Palakkad, Malappuram, Ernakulam y Thrissur.
La sede de la diócesis se encuentra en la ciudad de Kottapuram, en donde se halla la Catedral de San Miguel.
En 2021 en la diócesis existían 58 parroquias.

## Historia
La diócesis fue erigida el 3 de julio de 1987 con la bula Quo aptius del papa Juan Pablo II, obteniendo el territorio de la arquidiócesis de Verapoly.

## Estadísticas
Según el Anuario Pontificio 2022 la diócesis tenía a fines de 2021 un total de 97 694 fieles bautizados.
| Año                                                                             | Población            | Población | Población      | Sacerdotes | Sacerdotes    | Sacerdotes    | Bautizados por sacerdote | Diáconos permanentes | Religiosos | Religiosos | Parroquias |
| Año                                                                             | Bautizados católicos | Total     | % de católicos | Total      | Clero secular | Clero regular | Bautizados por sacerdote | Diáconos permanentes | Varones    | Mujeres    | Parroquias |
| ------------------------------------------------------------------------------- | -------------------- | --------- | -------------- | ---------- | ------------- | ------------- | ------------------------ | -------------------- | ---------- | ---------- | ---------- |
| 1990                                                                            | 68 686               | 2 596 960 | 2.6            | 40         | 33            | 7             | 1717                     |                      | 11         | 73         | 41         |
| 1999                                                                            | 78 886               | 2 925 357 | 2.7            | 87         | 70            | 17            | 906                      |                      | 35         | 193        | 45         |
| 2000                                                                            | 80 821               | 2 998 490 | 2.7            | 88         | 72            | 16            | 918                      |                      | 37         | 193        | 45         |
| 2001                                                                            | 82 194               | 3 058 460 | 2.7            | 87         | 72            | 15            | 944                      |                      | 39         | 206        | 46         |
| 2002                                                                            | 82 924               | 3 089 044 | 2.7            | 90         | 75            | 15            | 921                      |                      | 32         | 223        | 47         |
| 2003                                                                            | 85 060               | 3 166 270 | 2.7            | 100        | 80            | 20            | 850                      |                      | 35         | 232        | 48         |
| 2004                                                                            | 86 002               | 3 201 098 | 2.7            | 97         | 85            | 12            | 886                      |                      | 30         | 243        | 49         |
| 2013                                                                            | 91 357               | 3 399 284 | 2.7            | 151        | 108           | 43            | 605                      |                      | 73         | 288        | 55         |
| 2016                                                                            | 93 655               | 3 484 538 | 2.7            | 159        | 120           | 39            | 589                      |                      | 75         | 272        | 55         |
| 2019                                                                            | 96 053               | 3 572 965 | 2.7            | 160        | 121           | 39            | 600                      |                      | 91         | 250        | 58         |
| 2021                                                                            | 97 694               | 3 626 740 | 2.7            | 168        | 127           | 41            | 581                      |                      | 91         | 249        | 58         |
| Fuente: Catholic-Hierarchy, que a su vez toma los datos del Anuario Pontificio. |                      |           |                |            |               |               |                          |                      |            |            |            |

## Episcopologio
- Francis Kallarakal (3 de julio de 1987-20 de febrero de 2010 nombrado arzobispo de Verapoly)
- Joseph Karikkassery (18 de diciembre de 2010-1 de mayo de 2023 retirado)
  - Alex Joseph Vadakumthala, desde el 1 de mayo de 2023 (administrador apostólico)